# Носовка (Омская область)
Носовка — деревня в Называевском районе Омской области. В составе Кисляковского сельского поселения.

## История
Основана в 1896 г. В 1928 г. посёлок Носовский состояла из 137 хозяйств, основное население — русские. Центр Носовского сельсовета Называевского района Омского округа Сибирского края.

## Население
| 1926 | 2002 | 2010 |
| ---- | ---- | ---- |
| 740  | ↘81  | ↘70  |